# Tambaharjo (Tambakromo)
Tambaharjo is een bestuurslaag in het regentschap Pati van de provincie Midden-Java, Indonesië. Tambaharjo telt 3205 inwoners (volkstelling 2010).